# Beachsoccer-Weltmeisterschaft
Die FIFA-Beachsoccer-Weltmeisterschaft (Englisch: Beach Soccer World Cup, zu Deutsch Strandfußball-Weltmeisterschaft) ist ein seit 2005 vom Weltfußballverband FIFA organisierter Wettbewerb für Nationalmannschaften im Beachsoccer. Vorläufer war die von 1995 bis 2004 jährlich ausgespielte und von Beach Soccer Worldwide organisierte Strand-Weltmeisterschaft. Seit 2009 wird das Turnier im 2-Jahres-Rhythmus ausgetragen.
Bei den ersten zehn Austragungen, die nicht von der FIFA organisiert wurden, konnte Brasilien neun und Portugal einen Titel gewinnen. 2005 gewann Frankreich und 2011 Russland den ersten Titel. Bisher gibt es nur vier Nationen, die den Weltmeistertitel gewannen. Rekordteilnehmer ist Brasilien, das bisher an allen 21 Austragungen teilnahm.
Im Jahre 2005 wurde die FIFA Organisator für die Beachsoccer-Weltmeisterschaften. Es wurden weiterhin jährlich die Weltmeisterschaften abgehalten. Nach der Beachsoccer-Weltmeisterschaft 2009 in Dubai wurde der 1-Jahres-Rhythmus verlassen und die Weltmeisterschaften nur noch alle zwei Jahre abgehalten, damit auch auf kontinentaler Ebene der kontinentale Sieger in einem Turnier ermittelt wird.
Für die WM 2017 hatte Deutschland erstmals seine Bewerbung als Austragungsort eingereicht. Diese fand jedoch auf den Bahamas statt.

## Erstteilnahmen
Abgesehen von der Beachsoccer-Weltmeisterschaft 2003, nahm zu jeder Endrunde mindestens eine Fußballnationalmannschaft zum ersten Mal teil. Nachfolgend die bisher 45 Erstteilnehmer:
| Jahr                     | Erstteilnehmer           | Erstteilnehmer           | Erstteilnehmer               | Erstteilnehmer           |
| BSWW-Weltmeisterschaften | BSWW-Weltmeisterschaften | BSWW-Weltmeisterschaften | BSWW-Weltmeisterschaften     | BSWW-Weltmeisterschaften |
| ------------------------ | ------------------------ | ------------------------ | ---------------------------- | ------------------------ |
| 1995                     | Argentinien              | Brasilien                | Deutschland                  | England                  |
| 1995                     | Italien                  | Niederlande              | Uruguay                      | USA                      |
| 1996                     | Dänemark                 | Kanada                   | Russland                     | –                        |
| 1997                     | Frankreich               | Japan                    | Portugal                     | –                        |
| 1998                     | Chile                    | Peru                     | Spanien                      | –                        |
| 1999                     | Malaysia                 | Südafrika                | –                            | –                        |
| 2000                     | Venezuela                | –                        | –                            | –                        |
| 2001                     | Türkei                   | –                        | –                            | –                        |
| 2002                     | Thailand                 | –                        | –                            | –                        |
| 2003                     | keine Erstteilnehmer     | keine Erstteilnehmer     | keine Erstteilnehmer         | keine Erstteilnehmer     |
| 2004                     | Belgien                  | Schweiz                  | –                            | –                        |
| FIFA-Weltmeisterschaften |                          |                          |                              |                          |
| 2005                     | Australien               | Ukraine                  | –                            | –                        |
| 2006                     | Bahrain                  | Iran                     | Kamerun                      | Nigeria                  |
| 2006                     | Polen                    | Salomonen                | –                            | –                        |
| 2007                     | Mexiko                   | Senegal                  | Vereinigte Arabische Emirate | –                        |
| 2008                     | El Salvador              | –                        | –                            | –                        |
| 2009                     | Costa Rica               | Elfenbeinküste           | –                            | –                        |
| 2011                     | Oman                     | Tahiti                   | –                            | –                        |
| 2013                     | Paraguay                 | –                        | –                            | –                        |
| 2015                     | Madagaskar               | –                        | –                            | –                        |
| 2017                     | Bahamas                  | Ecuador                  | Panama                       | –                        |
| 2019                     | Belarus                  | –                        | –                            | –                        |
| 2021                     | Mosambik                 | –                        | –                            | –                        |
| 2024                     | Ägypten                  | Kolumbien                | –                            | –                        |
| 2025                     | Guatemala                | Mauretanien              | Seychellen                   | –                        |

## Die Turniere im Überblick
| Jahr                     | Austragungsort                |                          | Finale                   | Finale                   | Finale                   |                          | Spiel um Platz drei      | Spiel um Platz drei      | Spiel um Platz drei      |
| Jahr                     | Austragungsort                | Sieger                   | Ergebnis                 | 2. Platz                 | 3. Platz                 | Ergebnis                 | 4. Platz                 |                          |                          |
| BSWW-Weltmeisterschaften | BSWW-Weltmeisterschaften      | BSWW-Weltmeisterschaften | BSWW-Weltmeisterschaften | BSWW-Weltmeisterschaften | BSWW-Weltmeisterschaften | BSWW-Weltmeisterschaften | BSWW-Weltmeisterschaften | BSWW-Weltmeisterschaften | BSWW-Weltmeisterschaften |
| ------------------------ | ----------------------------- | ------------------------ | ------------------------ | ------------------------ | ------------------------ | ------------------------ | ------------------------ | ------------------------ | ------------------------ |
| 1995 Details             | Rio de Janeiro (Brasilien)    |                          | Brasilien                | 8:1                      | USA                      |                          | England                  | 7:6                      | Italien                  |
| 1996 Details             | Rio de Janeiro (Brasilien)    | Brasilien                | 3:0                      | Uruguay                  | Italien                  | 4:3                      | USA                      |                          |                          |
| 1997 Details             | Rio de Janeiro (Brasilien)    | Brasilien                | 5:2                      | Uruguay                  | USA                      | 5:1                      | Argentinien              |                          |                          |
| 1998 Details             | Rio de Janeiro (Brasilien)    | Brasilien                | 9:2                      | Frankreich               | Uruguay                  | 6:3                      | Peru                     |                          |                          |
| 1999 Details             | Rio de Janeiro (Brasilien)    | Brasilien                | 5:2                      | Portugal                 | Uruguay                  | 7:6                      | Peru                     |                          |                          |
| 2000 Details             | Rio de Janeiro (Brasilien)    | Brasilien                | 6:2                      | Peru                     | Spanien                  | 6:3                      | Japan                    |                          |                          |
| 2001 Details             | Costa do Sauípe (Brasilien)   | Portugal                 | 9:3                      | Frankreich               | Argentinien              | 6:5                      | Brasilien                |                          |                          |
| 2002 Details             | Vitória / Guarujá (Brasilien) | Brasilien                | 6:5                      | Portugal                 | Uruguay                  | 5:3                      | Thailand                 |                          |                          |
| 2003 Details             | Rio de Janeiro (Brasilien)    | Brasilien                | 8:2                      | Spanien                  | Portugal                 | 7:4                      | Frankreich               |                          |                          |
| 2004 Details             | Rio de Janeiro (Brasilien)    | Brasilien                | 6:4                      | Spanien                  | Portugal                 | 5:1                      | Italien                  |                          |                          |
| FIFA-Weltmeisterschaften |                               |                          |                          |                          |                          |                          |                          |                          |                          |
| 2005 Details             | Rio de Janeiro (Brasilien)    |                          | Frankreich               | 3:3 / 1:0 i. E.          | Portugal                 |                          | Brasilien                | 11:2                     | Japan                    |
| 2006 Details             | Rio de Janeiro (Brasilien)    | Brasilien                | 4:1                      | Uruguay                  | Frankreich               | 6:4                      | Portugal                 |                          |                          |
| 2007 Details             | Rio de Janeiro (Brasilien)    | Brasilien                | 8:2                      | Mexiko                   | Uruguay                  | 2:2 / 1:0 i. E.          | Frankreich               |                          |                          |
| 2008 Details             | Plage du Prado (Frankreich)   | Brasilien                | 5:3                      | Italien                  | Portugal                 | 5:4                      | Spanien                  |                          |                          |
| 2009 Details             | Dubai (VA Emirate)            | Brasilien                | 10:5                     | Schweiz                  | Portugal                 | 14:7                     | Uruguay                  |                          |                          |
| 2011 Details             | Ravenna (Italien)             | Russland                 | 12:8                     | Brasilien                | Portugal                 | 3:2                      | El Salvador              |                          |                          |
| 2013 Details             | Papeete (Tahiti)              | Russland                 | 5:1                      | Spanien                  | Brasilien                | 7:7 / 1:0 i. E.          | Tahiti                   |                          |                          |
| 2015 Details             | Espinho (Portugal)            | Portugal                 | 5:3                      | Tahiti                   | Russland                 | 5:2                      | Italien                  |                          |                          |
| 2017 Details             | Nassau (Bahamas)              | Brasilien                | 6:0                      | Tahiti                   | Iran                     | 5:3                      | Italien                  |                          |                          |
| 2019 Details             | Asunción (Paraguay)           | Portugal                 | 6:4                      | Italien                  | Russland                 | 5:4                      | Japan                    |                          |                          |
| 2021 Details             | Moskau (Russland)             | RFU                      | 5:2                      | Japan                    | Schweiz                  | 9:7                      | Senegal                  |                          |                          |
| 2024 Details             | Dubai (VA Emirate)            | Brasilien                | 6:4                      | Italien                  | Iran                     | 6:1                      | Belarus                  |                          |                          |
| 2025 Details             | Victoria (Seychellen)         | Brasilien                | 4:3                      | Belarus                  | Portugal                 | 3:2                      | Senegal                  |                          |                          |

### Rangliste
| Rang | Land        | Titel | Weltmeister                                                                                    | 2. Platz | 3. Platz | 4. Platz |
| ---- | ----------- | ----- | ---------------------------------------------------------------------------------------------- | -------- | -------- | -------- |
| 1    | Brasilien   | 16    | 1995, 1996, 1997, 1998, 1999, 2000, 2002, 2003, 2004, 2006, 2007, 2008, 2009, 2017, 2024, 2025 | 1        | 2        | 1        |
| 2    | Portugal    | 3     | 2001, 2015, 2019                                                                               | 3        | 6        | 1        |
| 3    | / Russland  | 3     | 2011, 2013, 2021                                                                               | –        | 2        | –        |
| 4    | Frankreich  | 1     | 2005                                                                                           | 2        | 1        | 2        |
| 5    | Uruguay     | –     | –                                                                                              | 3        | 4        | 1        |
| 6    | Italien     | –     | –                                                                                              | 3        | 1        | 4        |
| 7    | Spanien     | –     | –                                                                                              | 3        | 1        | 1        |
| 8    | Tahiti      | –     | –                                                                                              | 2        | –        | 1        |
| 9    | USA         | –     | –                                                                                              | 1        | 1        | 1        |
| 10   | Schweiz     | –     | –                                                                                              | 1        | 1        | –        |
| 11   | Japan       | –     | –                                                                                              | 1        | –        | 3        |
| 12   | Peru        | –     | –                                                                                              | 1        | –        | 2        |
| 13   | Belarus     | –     | –                                                                                              | 1        | –        | 1        |
| 14   | Mexiko      | –     | –                                                                                              | 1        | –        | –        |
| 15   | Senegal     | –     | –                                                                                              | –        | 2        | 1        |
| 16   | Iran        | –     | –                                                                                              | –        | 2        | –        |
| 15   | Argentinien | –     | –                                                                                              | –        | 1        | 1        |
| 16   | England     | –     | –                                                                                              | –        | 1        | –        |
| 17   | El Salvador | –     | –                                                                                              | –        | –        | 1        |
|      | Thailand    | –     | –                                                                                              | –        | –        | 1        |

## Auszeichnungen
Am Ende einer jeden Fußball-Weltmeisterschaft werden mehrere Auszeichnungen an die besten Spieler und fairsten Teams verliehen. Aktuell gibt es vier verschiedene Auszeichnungen:
- den Adidas Goldenen Schuh für den Toptorschützen (bis 2004 bester Torschütze)
- den Adidas Goldenen Ball für den besten Spieler (bis 2004 bester Spieler)
- den Adidas Goldenen Handschuh für den besten Torhüter (bis 2004 bester Torhüter)
- den FIFA Fair Play Award für das fairste Team

| BSWW-Weltmeisterschaften | BSWW-Weltmeisterschaften | BSWW-Weltmeisterschaften          | BSWW-Weltmeisterschaften | BSWW-Weltmeisterschaften |
| Jahr                     | Bester Spieler           | Bester Torschütze (Tore)          | Bester Torhüter          | FIFA Fair Play Award     |
| ------------------------ | ------------------------ | --------------------------------- | ------------------------ | ------------------------ |
| 1995                     | Zico / Júnior            | Zico / Alessandro Altobelli (12)  | Paulo Sérgio             | nicht vergeben           |
| 1996                     | Edinho                   | Alessandro Altobelli (14 Tore)    | Paulo Sérgio             | nicht vergeben           |
| 1997                     | Júnior                   | Júnior / Venancio Ramos (11 Tore) | Paulo Sérgio             | nicht vergeben           |
| 1998                     | Júnior                   | Júnior (14 Tore)                  | Paulo Sérgio             | nicht vergeben           |
| 1999                     | Jorginho                 | Júnior / Matosas (10 Tore)        | Pedro Crespo             | nicht vergeben           |
| 2000                     | Júnior                   | Júnior (13 Tore)                  | Kato                     | nicht vergeben           |
| 2001                     | Hernani                  | Alan (10 Tore)                    | Pascal Olmeta            | nicht vergeben           |
| 2002                     | Neném                    | Neném / Madjer / Nico (9 Tore)    | Nomcharoen               | nicht vergeben           |
| 2003                     | Amarelle                 | Neném (15 Tore)                   | Robertinho               | nicht vergeben           |
| 2004                     | Jorginho                 | Madjer (12 Tore)                  | Roberto Valeiro          | nicht vergeben           |
| FIFA-Weltmeisterschaften |                          |                                   |                          |                          |
| Jahr                     | Goldener Ball            | Goldener Torschütze               | Goldener Handschuh       | FIFA Fair Play Award     |
| 2005                     | Madjer                   | Madjer (12 Tore)                  | nicht vergeben           | Japan                    |
| 2006                     | Madjer                   | Madjer (21 Tore)                  | nicht vergeben           | Frankreich               |
| 2007                     | Buru                     | Buru (10 Tore)                    | nicht vergeben           | Brasilien                |
| 2008                     | Amarelle                 | Madjer (13 Tore)                  | Roberto Valeiro          | Russland                 |
| 2009                     | Dejan Stanković          | Dejan Stanković (16 Tore)         | Mão                      | Japan / Russland         |
| 2011                     | Ilja Leonow              | André (14 Tore)                   | Andrei Buchlizki         | Nigeria                  |
| 2013                     | Bruno Xavier             | Dmitri Schischin (11 Tore)        | Dona                     | Russland                 |
| 2015                     | Heimanu Taiarui          | Pedro Morán (8 Tore)              | Jonathan Torohia         | Brasilien                |
| 2017                     | Mohammad Ahmadzadeh      | Gabriele Gori (17 Tore)           | Peyman Hosseini          | Brasilien                |
| 2019                     | Ozu Moreira              | Gabriele Gori (16 Tore)           | Andrade                  | Senegal                  |
| 2021                     | Noel Ott                 | Glenn Hodel (12 Tore)             | Eliott Mounoud           | Brasilien                |
| 2024                     | Josep Jr. Gentilin       | Ihar Bryshtel (12 Tore)           | Tiago Bobô               | Portugal                 |
| 2025                     | Rodrigo                  | Ihar Bryshtel (11 Tore)           | Mikhail Avgustov         | Japan                    |